# Hogstads distrikt
Hogstads distrikt är ett distrikt i Mjölby kommun och Östergötlands län. 
Distriktet ligger väster om Mjölby. 

## Tidigare administrativ tillhörighet
Distriktet inrättades 2016 och utgörs av socknen Hogstad i Mjölby kommun.
Området motsvarar den omfattning Hogstads församling hade vid årsskiftet 1999/2000.